# Аль-Хаббо Махамат Салех
Аль-Хаббо Махамат Салех (Al-Habbo Mahamat Saleh) — чадський дипломат. Надзвичайний і Повноважний Посол Чаду в Україні за сумісництвом.

## Життєпис
За освітою інженер з нафтохімії.
У 1992—1999 рр. — Надзвичайний і Повноважний Посол Чаду в РФ. 1 квітня 1992 року вручив вірчі грамоти Віцепрезиденту РФ Олександру Руцькому.

## Напад
У 1996 році Студент одного з московських вузів, громадянин Республіки Чад, завдав ножове поранення послу Махамату Салеху Аль Хабо. За даними міліції, дипломат посварився з трьома своїми співгромадянами-студентами в приміщенні посольства. Студенти вимагали погасити заборгованість по стипендіях. Посол був госпіталізований, а зловмисник був затриманий.
У 1998 році його «Мерседес-300» викрали в Москві, серед білого дня від будинку 36, корпус 2, по Рубльовському шосе (посольство розташоване в одному з сусідніх будинків).